# Волынское укрепление
Волынское укрепление, Шпитальный или Южный остров — укрепление бастионной части Брестской крепости. Находка на юго-восточной части укреплений, построенных на берегах рек Мухавец и Западный Буг. Ранее на ее месте располагался Волынский форштадт, который был частью средневекового города.

## История
Волынское укрепление возводилось на месте древнего детинца и представляла собой земляной вал, на котором расположились четыре каменных бастиона с двумя куртинами, прикрытые равелинами, с которых велся перекрестный огонь по нападавшим. Замок был разобран, но при постройке фортификационных сооружений сохранились довольно сильно перестроенные корпуса мужского и женского монастырей бернардинцев. Въезд на территорию Волынского укрепления был возможен только с двух сторон: с юга через Николаевские (Южные) ворота в валу или с севера, со стороны Цитадели, через Холмские ворота.
В 1921 году в результате Рижского договора территория, на которой располагалась Брестская крепость, отошла к Польше. В 1939 году, после начала Второй мировой войны, в Волынском укреплении была уничтожена большая часть казарм.